# Kanskoje Belogorje
Kanskoje Belogorje (Russisch: Канское Белогорье; "Witte bergen van de Kan") is een bergrug in de Russische kraj Krasnojarsk met een lengte van ongeveer 110 kilometer. Het gebergte ligt in het westelijke deel van de Oostelijke Sajan, tussen de Manskoje Belogorje in het westen en de Agoelskieje Belki in het oosten en vormt de waterscheiding tussen de rivieren Kizir en Kan. Het gebergte bestaat vooral uit middelgebergtemassieven met afgeplatte toppen. De hoogte varieert van 1800 tot 2000 meter, waarbij het hoogste punt wordt gevormd door de berg Piramida (2256 meter). Het bestaat geologisch gezien uit een complex met hoofdzakelijk kristallijne schisten, marmer en graniet. De noordelijke hellingen worden doorsneden door een netwerk van talloze rivieren met vaak brede valleien.
De hellingen van de Kanskoje Belogorje zijn overal overgroeid met donkere coniferentaiga, die aan de hoogste toppen overgaat in steenachtige toendra met korstmos.